# Кто ты? (мультфильм)
«Кто ты?» (нем. Wer bist du?; также известен как: Павлиноуткоёж) — восточногерманский короткометражный анимационный фильм, снятый режиссёром Вернер Краусе в 1969 году. Премьера состоялась в ГДР 26 марта 1971 года, в СССР — в 1973 году в передаче «Спокойной ночи, малыши!».

## Сюжет
Щенок не доволен своей внешностью. Он завидует павлину из-за его красоты, утке из-за её плавников и ёжу из-за его колючек. Щенок тоже хочет всё это, и поэтому он привязывает веер себе на хвост, надевает ласты на лапы и щётку на голову. Лиса поражается его нарядом.

## Создатели
- Сценарист и режиссёр: Вернер Краусе
- Композитор: Герд Шлоттер
- Оператор: Зигфрид Юнг
- Монтажёр: Ева Д'Бомба
- Мультипликатор: Маргитта Йенш
- Художник-постановщик: Лило Вореч-Линне

## О мультфильме
- Мультфильм был известен на территории СССР под неофициальным названием «Павлиноуткоёж».
- Мультфильм долгое время считался утерянным, поскольку не издавался на видео, но в конце концов был найден в июне 2025 года и выложен в сеть. Копия мультфильма хранится в Госфильмофонде.[2]

## Награды
- Международный фестиваль анимационных фильмов в Мамае, 1970 год: Серебряный пеликан[3].
- Международный фестиваль короткометражных фильмов в Тампере, 1970 год: Лучший детский фильм[3].